# RDS-37
RDS-37 (en ruso: РДС-37) es el nombre del primer dispositivo termonuclear de dos etapas creado y probado por la Unión Soviética. La bomba fue de gran importancia para el desarrollo de las bombas termonucleares posteriores. La primera prueba se realizó el 22 de noviembre de 1955 en el sitio de pruebas de Semipalatinsk, y tuvo un rendimiento de 1,6 megatones. La prueba fue apodada Joe-19 por los estadounidenses y es conocida por los devastadores efectos colaterales que generó.

## Desarrollo
La prueba del dispositivo RDS-6s en 1953 demostró que la Unión Soviética tenía la tecnología para producir reacciones de fusión nuclear y de utilizarlas en un arma. Sin embargo, el dispositivo no pudo alcanzar un rendimiento de la gama del megatón, una hazaña que había sido alcanzada por los Estados Unidos en 1952 con la detonación de la primera bomba termonuclear, Ivy Mike, con un rendimiento de 10,5 megatones. No obstante, Ivy Mike no era práctica como arma debido a su masa, volumen, y al uso de deuterio líquido a temperaturas criogénicas como explosivo de fusión, lo que dificultaba o imposibilitaba su uso militar práctico. La RDS-37, por el contrario, fue concebida desde el principio como un dispositivo termonuclear que se pudiera convertir en un arma rápidamente.
Los primeros progresos en armas termonucleares empezaron en 1953, cuando el concepto de una bomba de hidrógeno de dos etapas fue realizado por Viktor Davidenko y sus colegas Andrei Sakharov y Yakov Zel'dovich. El concepto de diseño fue llamado como “tercera idea de Sakharov”. Como los primeros diseños de EE. UU., fue basado en la compresión hidrodinámica en lugar de la implosión de radiación. En 1954 hubo nuevos progresos, después de la Operación Castle, conducida por EE. UU. en el Pacífico. La Operación Castle demostró que los Estados Unidos habían alcanzado un diseño termonuclear acertado, y que estaban en una etapa avanzada de la investigación. La información obtenida de los experimentos ayudó al equipo soviético en desarrollo de las armas termonucleares y en abril de 1954 llegaron a la idea de la implosión de radiación. Poco después, se iniciaron los trabajos para llevar este concepto al diseño de una bomba. El 24 de diciembre de 1954, científicos y técnicos del Comité KB-11, presidido por Igor Kurchatov, se reunieron para discutir la prueba de este diseño en 1955.
El 3 de febrero de 1955 los documentos técnicos correspondientes al diseño de un dispositivo termonuclear de dos etapas fueron terminados; el dispositivo fue denominado RDS-37. Sin embargo, los cálculos y los ajustes finales en el diseño continuaron hasta el montaje de la bomba apenas antes de su prueba en el Polígono de Semipalatinsk. El rendimiento de la bomba, que se estimaba en 16 megatones, se redujo deliberadamente al 10% para la prueba mediante el uso de un tamper de plomo en vez de uranio y la ausencia de tritio en la reacción.

## Prueba
El 22 de noviembre de 1955, el dispositivo RDS-37 fue probado con éxito, con un rendimiento de 1,6 megatones. El dispositivo contenía deuteruro de litio 6, pero no se utilizó tritio. Fue lanzado de un avión Tu-16 pilotado por F.P. Golovashko. La caída de la bomba fue retardada por un paracaídas para que el avión alcanzara una distancia segura. El rendimiento fue disminuido en el laboratorio para reducir el riesgo en la población local. A pesar de esto, la prueba dio lugar a un daño colateral extenso, que no fue anticipado. La bomba detonó debajo de una capa de inversión térmica en la atmósfera que reflejó la onda de choque hacia la tierra. Esto creó una onda de choque 8 veces mayor a una explosión del mismo tamaño en condiciones normales. Hubo dos muertes relacionadas directamente con la explosión y la ciudad de Kurchatov, así como otras ciudades de hasta 80 km de distancia de la explosión, resultaron dañadas. 
La prueba RDS-37 le dio a la Unión Soviética un monopolio de breve duración en armas termonucleares. Habían demostrado, junto con la prueba RDS-27, que la Unión Soviética tenía la tecnología para lanzar armas termonucleares desde el aire. Los Estados Unidos no lograrían esto hasta 1956 cuando probaron con éxito un dispositivo termonuclear durante la operación Redwing, la prueba Cherokee. La prueba Cherokee también tuvo el mismo problema, aunque no tan grave como en la de RDS-37.

## Pruebas posteriores
Se prepararon dos pruebas para 1956, en el sitio de pruebas de Semipalatinsk. El 30 de agosto de 1956, a las 12:05 (hora local) se probó un dispositivo RDS-37 mejorado en el área P-5 del Polígono de Semipalatinsk. La velocidad del viento era de 65 km/h y su dirección de 130°. La bomba fue arrojada desde un bombardero Tu-16, y explotó a 1100 metros de altura, liberando una energía de 900 kilotones. No hay registros sobre daños a edificios en los pueblos circundantes al Polígono. Dado que no se esperaban niveles significativos de radiación en el Polígono la vida normal se retomó a las 12:50 del mismo día. 
El 17 de noviembre a las 14:18 se realizó una segunda prueba, en el área P-5. Las condiciones eran vientos de 45 km/h en dirección 126°. Un bombardero Tu-16 arrojó la bomba, que explotó a 2000 metros de altura con un rendimiento de 900 kilotones. Producto de la explosión se produjeron acristalamientos y daños estructurales menores en edificios de asentamientos ubicados hasta 150 km de distancia del sitio de la explosión. Se registraron gran cantidad de ventanas rotas, daños en 180 marcos de ventanas, 41 ventanas y 135 paredes de yeso. Al 1 de diciembre de 1956 todos los daños provocados por la explosión habían sido reparados.